# Giáo dục bậc cao ở Hoa Kỳ

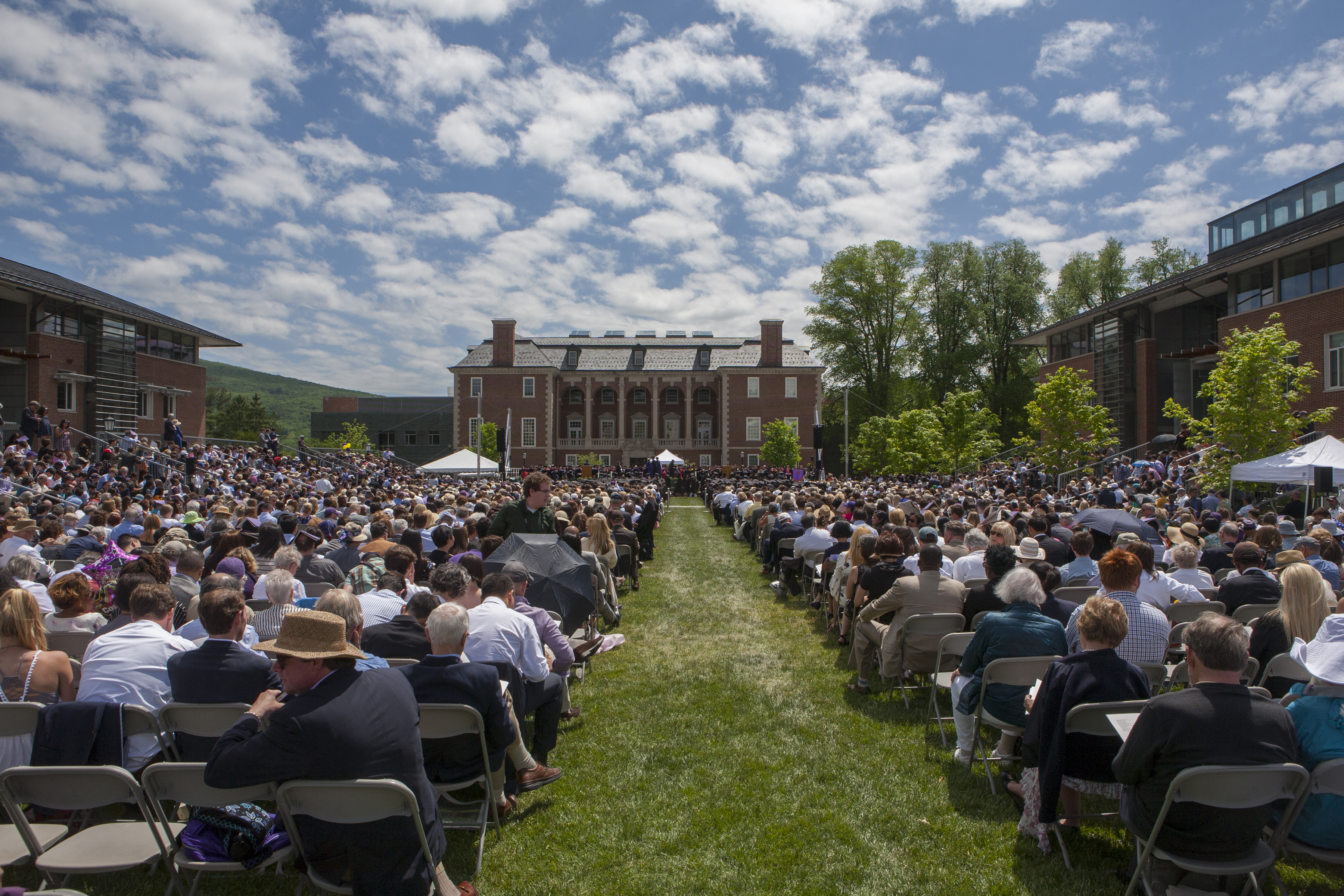
Một hội thảo ngoài trời tại Cao đẳng Williams năm 2018

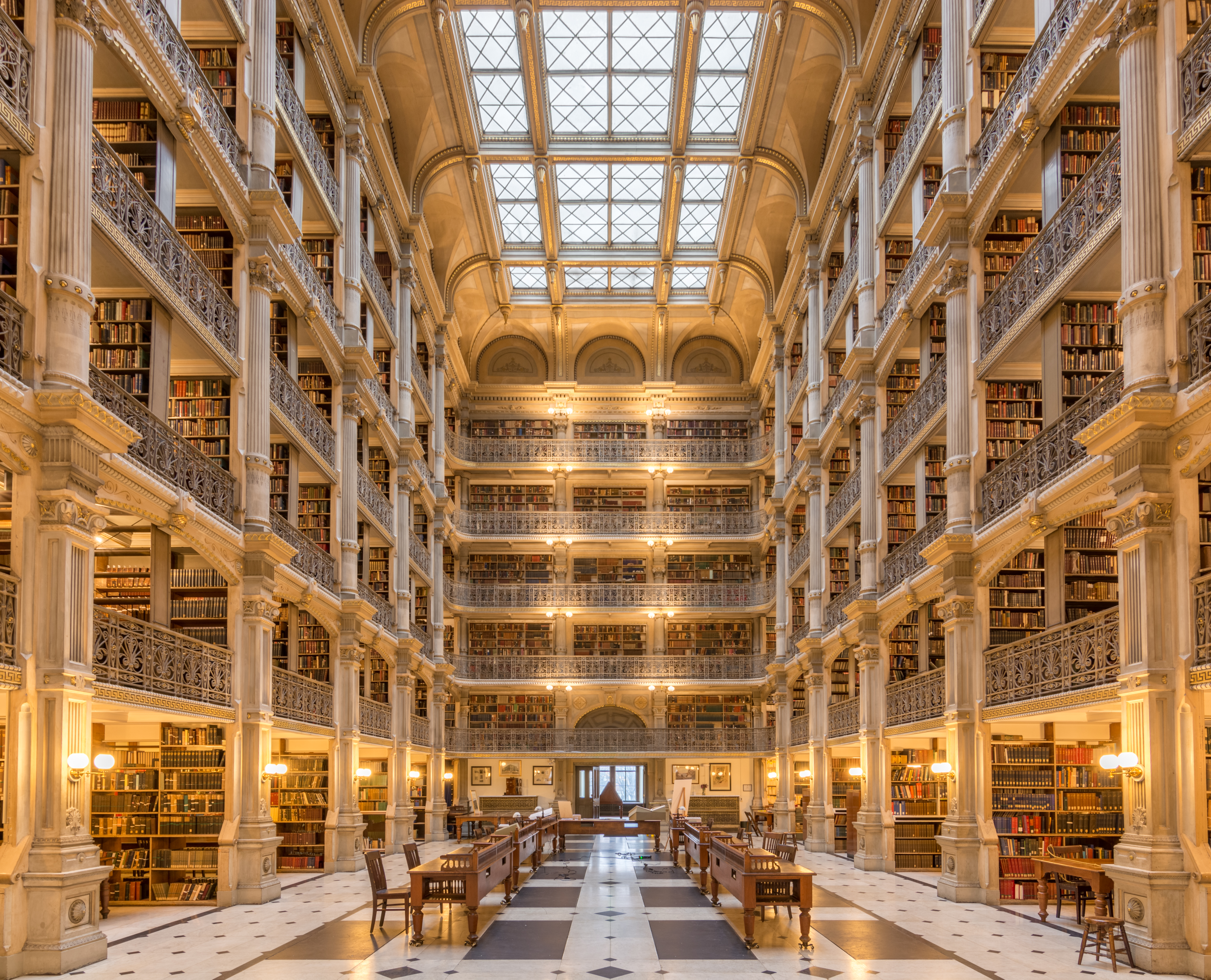
Một thư viện trong trường đại học ở Hoa Kỳ

Giáo dục đại học ở Hoa Kỳ (Higher education in the United States) là giai đoạn tùy chọn của giáo dục hệ chính quy sau giáo dục trung học. Giáo dục đại học ở Hoa Kỳ còn được gọi là giáo dục sau trung học, giáo dục giai đoạn ba, cấp ba hoặc giáo dục đại học. Giáo dục đại học tại Mỹ bao gồm các giai đoạn từ 5 đến 8 trên thang đo Quốc tế ISCED 2011, được cung cấp tại 3.931 Title IV cơ sở cấp bằng, được gọi là cao đẳng hoặc đại học. Giáo dục ở đây có thể là đại học công lập hoặc đại học tư thục, đại học nghiên cứu, cao đẳng nghệ thuật tự do, trường cao đẳng cộng đồng hoặc trường cao đẳng vì lợi nhuận. Giáo dục đại học Hoa Kỳ được chính phủ và một số tổ chức bên thứ ba quản lý ở mức độ mờ nhạt. Theo nghiên cứu từ EY-Parthenon, chưa đến một nửa số trường đại học hệ 4 năm ổn định về tài chính vào năm 2022. Giáo dục đại học ở Hoa Kỳ cũng đặc biệt chú trọng đầu tư vào các môn thể thao sinh viên có tính cạnh tranh cao như bóng bầu dục đại học và bóng rổ sinh viên mang lại doanh thu hàng tỷ đô la.
Việc theo học sau trung học (cao đẳng, đại học) tương đối hiếm trong suốt đầu thế kỷ XX ở Mỹ. Tuy nhiên, kể từ những thập kỷ sau Chiến tranh thế giới thứ hai, việc theo học tại trường cao đẳng hoặc đại học đã được coi là "một nghi lễ vượt qua" (a rite of passage) mà đã gắn bó sâu sắc với giấc mơ Mỹ. Nhiều trường đại học hàng đầu thế giới, được xếp hạng bởi các tổ chức xếp hạng chủ yếu của Anh và Mỹ, đều nằm ở Hoa Kỳ. Hoa Kỳ cũng có Người đoạt giải Nobel nhiều nhất trong lịch sử, với 403 (đã giành được 406 giải). Nguồn tài trợ nghiên cứu dồi dào đã giúp các trường đại học ưu tú của Mỹ thống trị bảng xếp hạng toàn cầu vào đầu thế kỷ XXI, khiến các trường đại học ở Mỹ trở nên hấp dẫn đối với sinh viên quốc tế, các giáo sư và nhà nghiên cứu. Tuy nhiên, các quốc gia khác cũng có xu thế đưa ra những khuyến khích, ưu đãi để cạnh tranh giành lấy các nhà nghiên cứu, hạn chế việc chảy máu chất xám khi mà nguồn tài trợ đang bị đe dọa ở Mỹ và khi vị thế thống trị của Mỹ trên các bảng xếp hạng quốc tế đã giảm sút đi.
Giáo dục đại học ở Hoa Kỳ cũng đang bị thoái trào tàn lụi bởi sự nở rộ của các trường học chui (fly-by-night schools), xưởng cấp văn bằng (diploma mill), xưởng cấp thị thực (visa mill) và những kẻ săn học bổng từ các trường cao đẳng vì lợi nhuận. Cũng đã có một số nỗ lực cải cách giáo dục đại học ở Mỹ thông qua chính sách liên bang như các quy định về việc làm có thu nhập, nhưng chúng đã vấp phải sự phản đối. Dư luận về các trường đại học ngày càng giảm thiểu, đặc biệt là trong Đảng Cộng hòa và tầng lớp lao động da trắng. Ngành giáo dục đại học tại Mỹ đã bị chỉ trích vì học phí và chi phí đắt đỏ một cách không cần thiết, cung cấp những dịch vụ giáo dục khó đo lường được coi là quan trọng nhưng trong đó các nhà cung cấp được trả tiền cho đầu vào thay vì đầu ra, vốn bị vướng mắc khuôn khổ từ các quy định của liên bang làm tăng chi phí và thanh toán đến từ bên thứ ba, không phải người thụ hưởng. Trong một cuộc khảo sát của Pew năm 2018, có đến 61% những người được hỏi tại Hoa Kỳ nói rằng giáo dục đại học Hoa Kỳ đang đi sai hướng. Một cuộc khảo sát của Gallup năm 2019 cho thấy, trong số những sinh viên tốt nghiệp cảm thấy mục đích sống là quan trọng, chỉ 40% cho biết họ đã tìm được một nghề nghiệp có ý nghĩa sau khi tốt nghiệp đại học. Vào năm 2023 thì thời báo the Wall Street Journal báo cáo rằng 56% người Mỹ cho rằng bằng cử nhân là một vụ cá cược tồi (bad bet). Vào năm 2021, khoản nợ vay dành cho sinh viên Hoa Kỳ đã lên tới hơn 1,7 nghìn tỷ đô la.